# Espiropirano
Un espiropirano es un tipo de compuesto químico orgánico fotocrómico caracterizado por su cambio conformacional reversible entre dos estructuras, el espiropirano y la merocianina, al exponerlos a la luz o a otros estímulos externos. Esta conversión reversible modifica sus propiedades ópticas y electrónicas, convirtiéndolos en moléculas de gran interés para diversas aplicaciones, como cambios moleculares, almacenaje información digital óptico, sensores y materiales inteligentes o smart materials.

## Historia
Los espiropiranos se descubrieron a principios del siglo XX, pero no fue hasta 1952 que sus propiedades fotocrómicas se reportaron de manera rigurosa por los químicos Fischer y Gerhard Hirshberg. Su trabajo pionero demostró que los espiropiranos llevan a cabo cambios estructurales y de color de forma reversible cuando son expuestos a luz ultravioleta, un fenómeno que catapultó el interés en compuestos orgánicos fotosensibles. A lo largo de la segunda mitad del siglo XX, los avances en síntesis orgánica permitieron el desarrollo de una gran variedad de derivados de espiropiranos con una mejor estabilidad y respuesta a los estímulos de interés. Para la década de los 90 y los 2000, la integración de espiropiranos en polímeros, nanomateriales y sistemas biológicos los estableció como elementos de gran relevancia en tecnologías emergentes como electrónica molecular, recubrimientos inteligentes, y sensores ambientales. En la actualidad, la comunidad científica continúa la investigación en el uso y desarrollo de espiropiranos dado su potencial en materiales dinámicos y multifuncionales.

## Síntesis
Existen dos métodos de síntesis de espiropiranos. El primero consiste en la condensación  de bases de metileno con aldehídos o-hidroxilados aromáticos (o la condensación del precursos de las bases de metileno). Los espiropiranos se obtienen generalmente de hacer bullir el aldehído y la respectiva sal de benzalconio en presencia de piridinao piperidina.
Una segunda ruta involucra la condensación de aldehídos o-hidroxilo aromáticos con sales de cationes heterociclados que contienen grupos de metileno activos, así como la purificación de intermedios de sal de estirilo (styryl salt), como ácido perclórico, con bases orgánicas (amoniaco en estado gaseoso o aminas).

## Estructura
Un espiropirano es un isómero 2H-pirano cuyo átomo de hidrógeno en la posición dos está reemplazado por un segundo anillo unido al carbono en la posición dos de la molécula del pirano, generando la estructura característica del compuesto espiro. Por tanto, hay un átomo de carbono común a ambos anillos, el anillo pirano y el anillo reemplazado. Este segundo anillo normalmente es heterocíclico, pero existen excepciones.
Al calentar o irradiar una solución de espiropirano preparada en un solvente polar, esta sufre un cambio estructural. Su anillo aromático se abre generando el isómero de merocianina. Este cambio estructural conlleva un cambio de color, evento que se conoce como termocromismo o fotocromismo en función de la fuente del cambio estructural.  

## Fotocromatismo
El fotocromatismo es un fenómeno que produce un cambio de color en una sustancia al ser irradiada. En otras palabras, el fotocromatismo es un proceso inducido por la exposición lumínica de la molécula en cuestión. Los espiropiranos son una de las moléculas fotocromáticas que más interés han generado en los últimos tiempos. Estas moléculas consisten en dos grupos funcionales heterocíclicos en planos ortogonales unidos por un átomo de carbono. Los espiropiranos son una de las familias más antiguas de espiropiranos. En estado sólido, los espiropiranos no presentan fotocromatismo. Este fenómeno solo es posible en solución, proceso que consiste en la ruptura del enlace C-O al iluminar a una longitud de onda entre 250 y 380nm, aproximadamente. Al hacerlo, el espiropirano se convierte en su forma colorida, la merocianina. En esta reacción química, la estructura del substrato incoloro, el espiropirano, puede ser más o menos termodinamicamente estable que el producto, la merocianina, dependiendo del disolvente en el que se lleva a cabo la fotoconversión. Por ejemplo, en N-metil-2-pirrolidona (NMP) el equilibrio se desplaza más hacia la merocianina. Esto se conoce como el efecto solvacromático. Los fotoisómeros de los espiropiranos tienen estructuras de cianinas similares, a pesar de que no es simétrico en el centro de la cadena polimetina, y se clasifica como merocianina (Fig. 2).

Figura 2: Espiropirano (1) a merocianina (2)

Una vez la irradiación termina, la merocianina en solución vuelve a su forma de espiropirano, revirtiendo el cambio de color y por ende, volviendo a una solución incolora. El proceso sería:
- El espiropirano en solución es irradiado con luz UV (250-380nm), rompiendo los enlaces C-O.
- Como resultado, la estructura del espiropirano cambia a la merociania (MC). Debido al systema conjugado después de iluminar con UV, el coeficiente de extinción de la forma MC es significativamente mayor que el de la conformación cerrada (espiropirano, SP).
- Contrario a la solución inicial, el producto de la reacción fotocromática no es incoloro (la merocianina tiene color).
- Dependiendo del sustituyente del anillo aromático, la velocidad de fotoconversión y la resistencia a la foto-fatiga de los derivados puede cambiar.

## Aplicaciones
Los espiropiranos son ampliamente estudiados debido a sus propiedades fotocromáticas, que permiten el cambio reversible entre dos conformaciones estructuralmente diferentes en respuesta a estímulos externos como luz, calor, pH, o iones metálicos. Este comportamiento único ha llevado a uso en una gran variedad de campos.
En el campo de la ciencia de materiales, los espiropiranos son incorporados en materiales inteligentes y recubrimienros que responden dinámicamente a cambios ambientales, ofreciendo potencial para su uso en sensado, actuadores y superficies que reaccionan a la luz.
En electrónica, sirven como interruptores moleculares y componentes para almacenaje de información digital óptica debido a sus propiedades ópticas reversibles y controlables.
Los espiropiranos también juegan un papel importante en la investigación biomédica, particularmente en el desarrollo sistemas de administración de fármacos (drug delivery systems) activados/controlados por irradiación, así como en el desarrollo de biosensores.
La versatilidad y capacidad de modificación de los derivados de espiropiranos continua llevando a la investigación a la integración de tecnologías emergentes con disciplinas como la química, física, o ingeniería.
Aquí se listan algunos ejemplos más detallados de las aplicaciones de los espiropiranos:

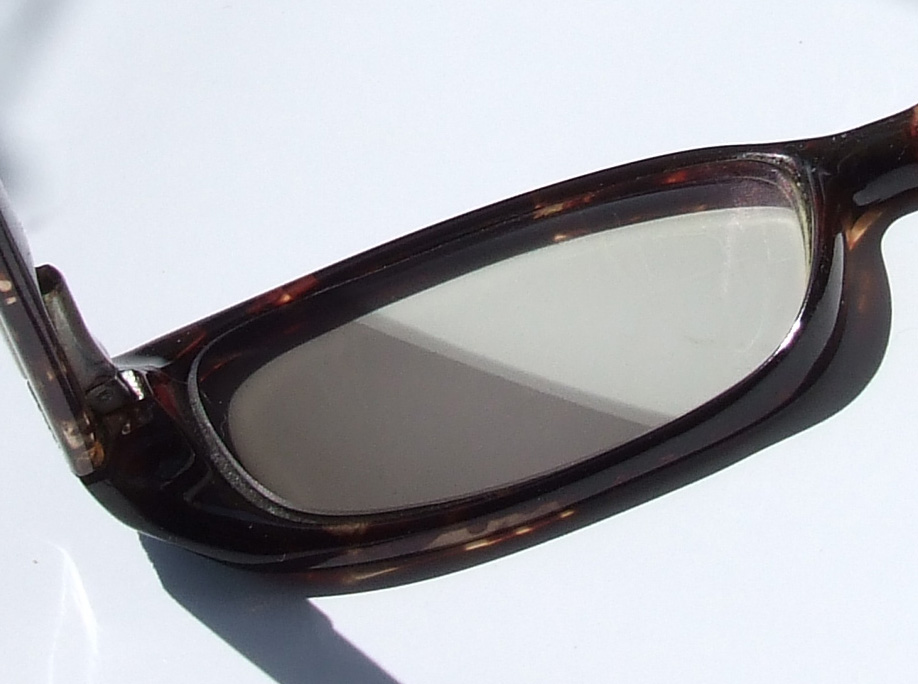
Figura 3: Una lente fotocromática donde el lado izquierdo (oscurecido) está irradiado con luz UV y el lado derecho (transparente) está irradiado con luz visible.

- Algunos compuestos fotocromáticos basados en espiropiranos, espiroozacinas y [2H]chromenes fueron desarrollados como compuestos con propiedades sensibles a la luz libres de plata, que podrían servir para oscurecer las lentes de forma autónoma como se muestra en la Fig. 3. Otras aplicaciones serían para almacenaje de datos óptico, fotoconversores (sensores que disciernen luz de ciertas longitudes de onda), filtros de luz que modulan la transmisión, y materiales híbridos multifuncionales miniaturizados.

- La creación de medios nuevos sensibles a la radiación infrarroja y el potencial de los espiropiranos para almacenaje de datos óptico ha influenciado el desarrollo de láseres semiconductores como una fuente de activación de radiación.

- Espiropiranos con complejos iónicos y copolímeros de espiropiranos, que son parte de materiales en polvo y en forma de película, también han sido usados para memorias ópticas e incrementar la estabilidad temporal de los datos almacenados.

- Otro grupo de espiropiranos que contiene indolina o heterociclos de nitrógeno y el indolinoespirotiopirano tienen aplicaciones en películas de material fotocromático usando resinas de poliester. Estas resinas tienen un alto índice de refracción, y fueron usadas para crear lentes fotocromáticas. Además, los espiropiranos también han sido usado en el desarrollo de cosméticos.

- Un nuevo tipo de polímero de espiropirano modificado contenido en compuestos fotocromáticos encontró su uso en la creación de fotoreceptores. Aquellos que tenían rodopsina como compuesto son incluidos para incrementar el nivel de fotoseñal.

- Otra colección de espiropiranos caracterizada por su sensibilidad a la radiación UV son detectores para la protección de órganos, para la producción de filtros de luz con transmisión modulada, o lenses fotocromáticas

- La determinación de la actividad de peroxidasa y niveles de NO2 en la atmósfera son también algunas de las aplicaciones de espiropiranos carboxilados.

- Los espiropiranos pueden ser usados para probar estados conformacionales del ADN, dado que ciertos derivados se intercalan en las hebras en su estado monocatenario.[6]

- Los espiropiranos se usan también en la transferencia foto-controlada de aminoácidos a través de bicapas y membranas debido a su interacción nucleofílica entre la merocianina zwitteriónica y aminoácidos polares. Algunos tipos de espiropiranos muestran una apertura de su anillo con el reconocimiento de un determinado analito, como por ejemplo iones de zinc.[7]

- A día de hoy, los espiropiranos son las moléculas más usadas en dispositivos lógicos moleculares, dispositivos fotocromáticos y electroópticos, en interruptores lógicos moleculares y supramoleculates, y receptores artificiales multifuncionales.

## Lectura adicional
- Berkovic, Garry; Krongauz, Valeri; Weiss, Victor (2000). «Spiropyrans and Spirooxazines for Memories and Switches». Chemical Reviews 100 (5): 1741-1754. doi:10.1021/cr9800715.